# Gelbressée
Gelbressée is een plaats en deelgemeente van de Belgische gemeente Namen. Gelbressée ligt in de provincie Namen en was tot 1 januari 1977 een zelfstandige gemeente.

## Demografische ontwikkeling
- Bronnen:NIS, Opm:1831 tot en met 1970=volkstellingen, 1976= inwonersaantal op 31 december

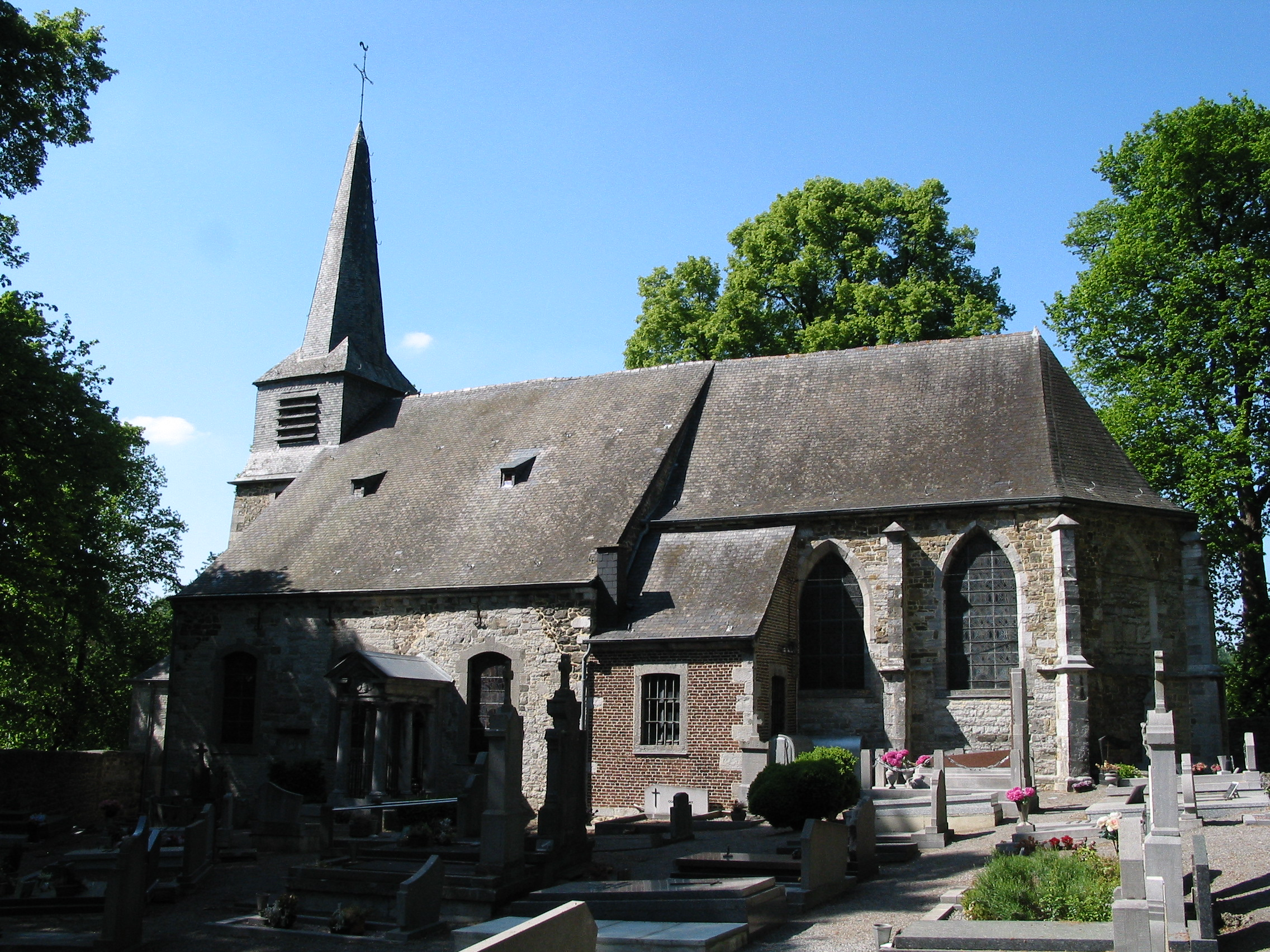
De kerk Notre-Dame de la Nativité

Deelgemeenten: Beez · Belgrade · Boninne · Bouge · Champion · Cognelée · Daussoulx · Dave · Erpent · Flawinne · Gelbressée · Jambes · Lives-sur-Meuse · Loyers · Malonne · Marche-les-Dames · Namen · Naninne · Rhisnes · Saint-Marc · Saint-Servais · Suarlée · Temploux · Vedrin · Wépion · Wierde

Overige plaatsen: Andoy · Bomel · Bossimé · Bricniot · Brumagne · Frizet · Grognon · Gros Buisson · Herbatte · La Plante · Limoy · Mosanville · Ronet · Salzinnes · Velaine · Wartet

Belgische gemeenten · arrondissement Namen · provincie Namen · Wallonië